# Elettaria
Genre
Classification phylogénétique

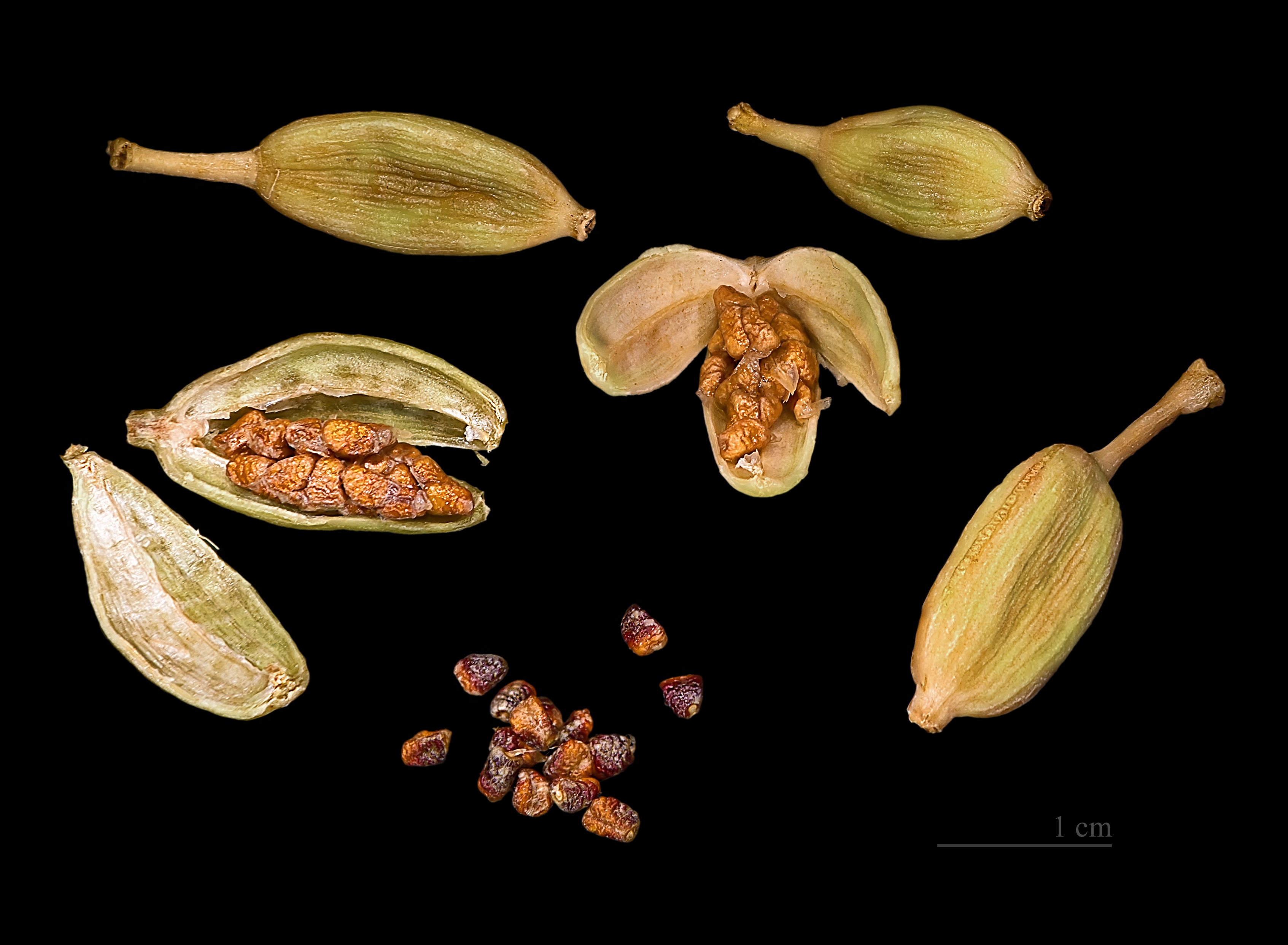
Elettaria cardamomum, Capsules et graines.

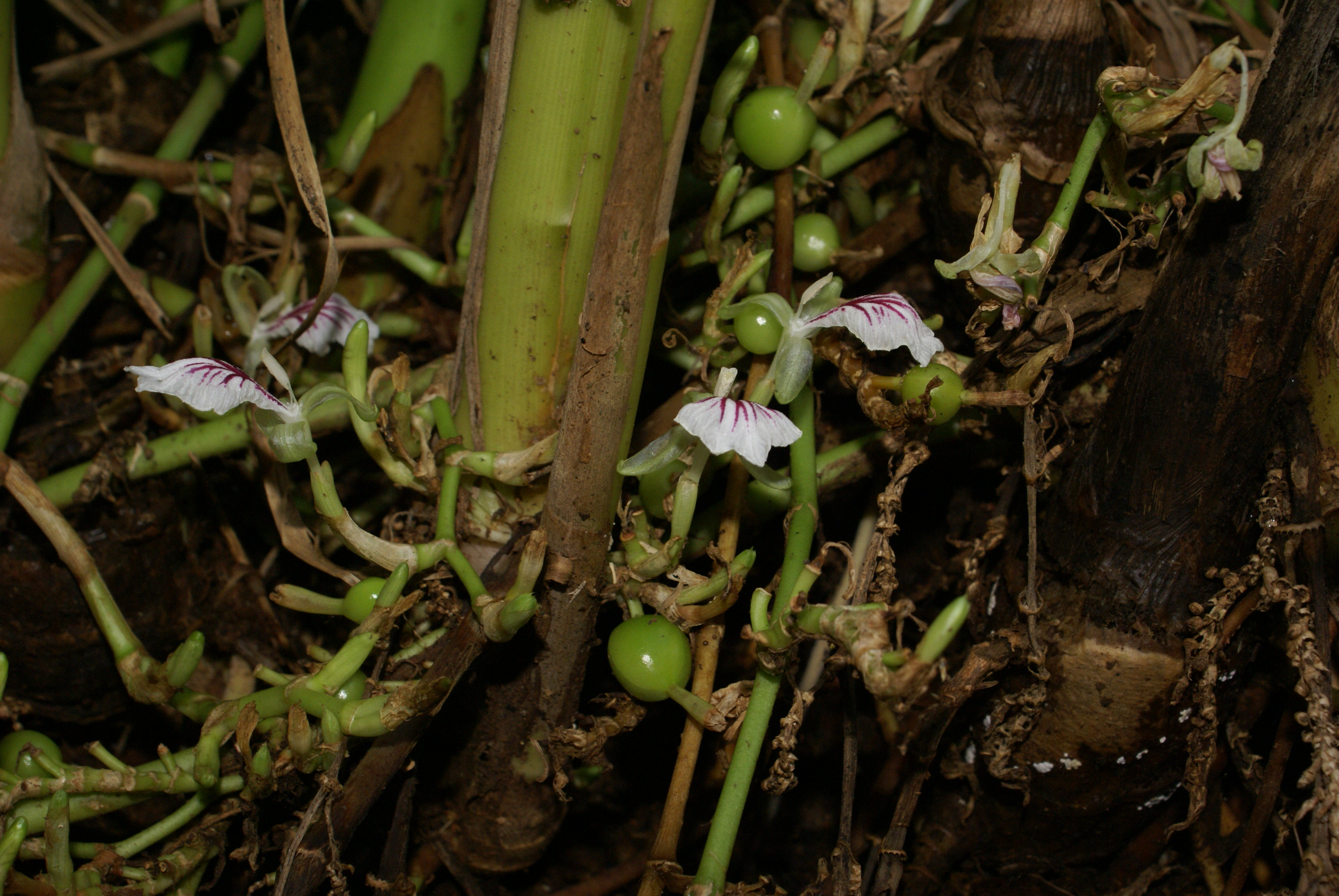
Elettaria cardamomumTouffe de Cardamome

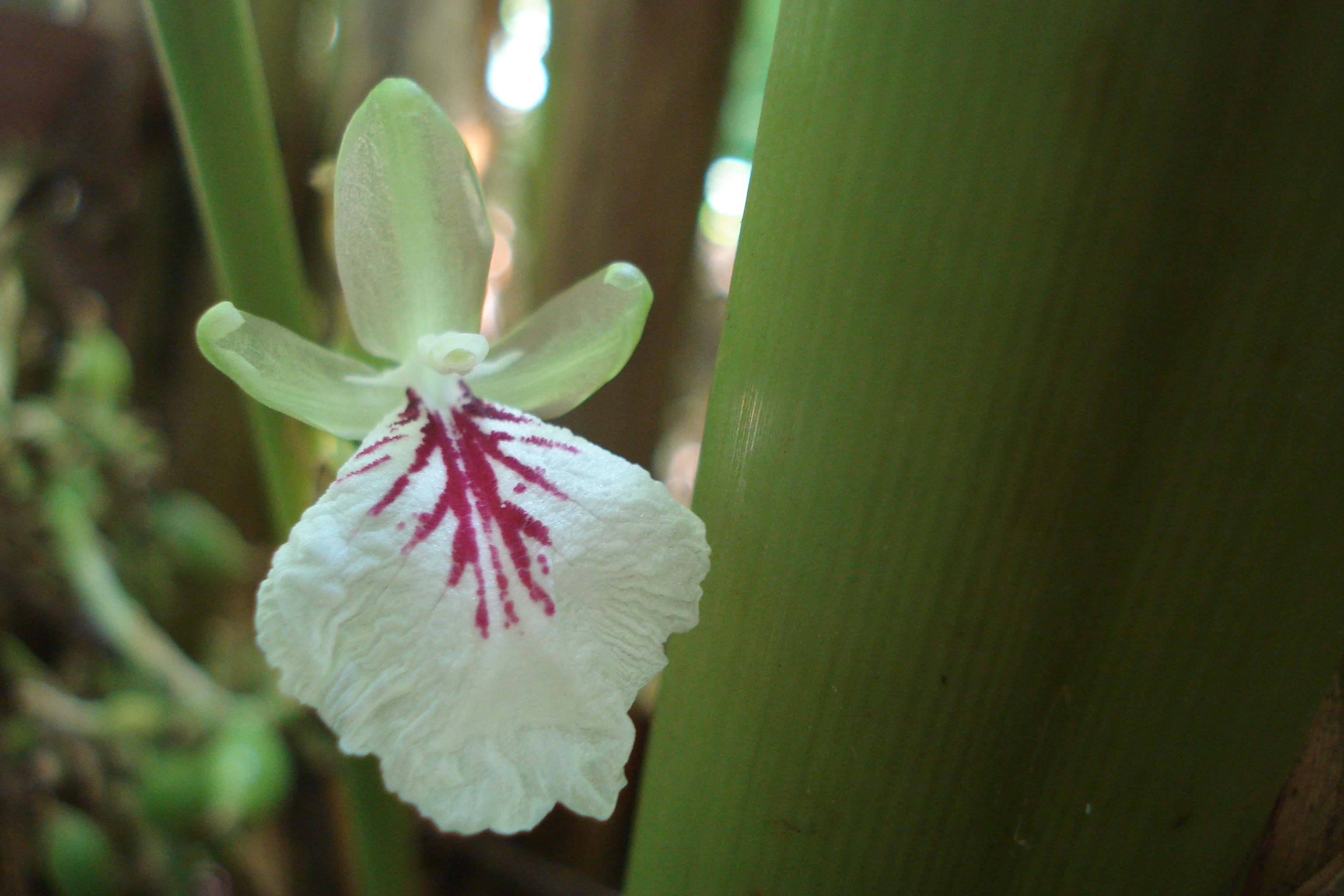
Elettaria cardamomumFleur de Cardamome

Le genre Elettaria regroupe 11 espèces de plantes monocotylédones de la famille des Zingibéracées. 

## Historique et dénomination
Le genre Elettaria a été décrit par le naturaliste britannique William George Maton  en 1811. Il l'a nommé d'après le nom local de la cardamome, elletari, en Malayalam ancien (Sud Ouest de l'Inde).

### Synonymie
Les genres et les plantes de cette famille ont dû, après un foisonnement normal et créatif de désignations, être rationalisés. 
C'est le jardin botanique de Kew qui s'en est chargé.
Selon World Checklist of Selected Plant Families (WCSP) (18 octobre 2011) :
- Cardamomum Noronha, (1790)

## Taxinomie
Liste de espèces World Checklist of Selected Plant Families (WCSP) (18 octobre 2011)
- Elettaria brachycalyx S.Sakai & Nagam., (2000) (Bornéo)
- Elettaria cardamomum (L.) Maton, (1811) - Cardamome cultivée (Inde)
- Elettaria ensal (Gaertn.) Abeyw., (1959)       (Sri Lanka)
- Elettaria kapitensis S.Sakai & Nagam., (2000) (Bornéo)
- Elettaria linearicrista S.Sakai & Nagam., (2000) (Bornéo)
- Elettaria longipilosa S.Sakai & Nagam., (2000) (Bornéo)
- Elettaria longituba (Ridl.) Holttum, (1950) (péninsule malaise, Sumatra)
- Elettaria multiflora (Ridl.) R.M.Sm., (1986) (Bornéo)
- Elettaria rubida R.M.Sm., (1982) (Bornéo)
- Elettaria stoloniflora (K.Schum.) S.Sakai & Nagam., (2000) (Bornéo)
- Elettaria surculosa (K.Schum.) B.L.Burtt & R.M.Sm., (1972) (Bornéo)

Espèces aux noms synonymes, obsolètes et leurs taxons de référence :
- Elettaria alba Blume, (1827) = ?
- Elettaria anthodioides Teijsm. & Binn., (1855) = Etlingera hemisphaerica (Blume) R.M.Sm., (1986).
- Elettaria atropurpurea Teijsm. & Binn., (1862) = Etlingera hemisphaerica (Blume) R.M.Sm., (1986).
- Elettaria brasiliensis Raddi, (1828) = ?
- Elettaria cannicarpa Wight, (1853) = Amomum cannicarpum (Wight) Benth. ex Baker, (1892)
- Elettaria cardamomum var. major Thwaites, (1861) = Elettaria ensal (Gaertn.) Abeyw., (1959)
- Elettaria cardamomum var. minor Watt, (1908), nom. inval. = Elettaria cardamomum (L.) Maton, (1811)
- Elettaria cardamomum var. minuscula Burkill, (1930) = Elettaria cardamomum (L.) Maton, (1811)
- Elettaria coccinea Blume, (1827) = Etlingera coccinea (Blume) S.Sakai & Nagam., (2003).
- Elettaria costata (Roxb.) Voigt, (1845) = Hornstedtia costata (Roxb.) K.Schum. (1904)
- Elettaria diepenhorstii Teijsm. & Binn., (1862) = Etlingera diepenhorstii (Teijsm. & Binn.) R.M.Sm., (1986).
- Elettaria floribunda Thwaites, (1861) = Alpinia abundiflora Burtt & R.M.Sm., (1975).
- Elettaria foetens Blume, (1827) = Etlingera foetens (Blume) R.M.Sm., (1986).
- Elettaria glaberrima Zoll. & Moritzi, (1846) = Etlingera walang (Blume) R.M.Sm., (1986).
- Elettaria hemisphaerica Blume, (1827) = Etlingera hemisphaerica (Blume) R.M.Sm., (1986).
- Elettaria involucrata Thwaites, (1861) =  Alpinia fax B.L.Burtt & R.M.Sm., (1975).
- Elettaria linguiformis (Roxb.) Schult. (1822) = Etlingera linguiformis (Roxb.) R.M.Sm., (1986).
- Elettaria macrocephala (Zoll.) Miq., (1859) = Zingiber macrocephalum (Zoll.) K.Schum. , 1899
- Elettaria major Sm. in A.Rees, (1818), nom. superfl. = Elettaria ensal (Gaertn.) Abeyw., (1959)
- Elettaria media (Schult.) Link ex Horan., (1862) = Hornstedtia costata (Roxb.) K.Schum. (1904)
- Elettaria minor Blume, (1827) = Hornstedtia minor (Blume) Valeton (1904)
- Elettaria minuta Blume, (1827) = Hornstedtia minuta (Blume) K.Schum. (1904)
- Elettaria mollis Blume, (1827) = Hornstedtia mollis (Blume) Valeton (1904)
- Elettaria musacea Horan., (1862), provisional synonym. = Etlingera rosea B.L.Burtt & R.M.Sm., (1986).
- Elettaria nemoralis Thwaites, (1861) = Amomum nemorale (Thwaites) Trimen, (1885)
- Elettaria pallida Blume, (1827) = Etlingera solaris (Blume) R.M.Sm., (1986).
- Elettaria paludosa (Blume) Miq., (1859) = Hornstedtia paludosa (Blume) K.Schum. (1904)
- Elettaria pininga (Blume) Miq., (1859) = Hornstedtia pininga (Blume) Valeton (1904)
- Elettaria punicea (Roxb.) Schult. (1822) = Etlingera punicea (Roxb.) R.M.Sm., (1986).
- Elettaria repens Baill., (1884), nom. superfl. = Elettaria cardamomum (L.) Maton, (1811)
- Elettaria rosea Benth. & Hook.f., (1883), nom. inval.  = Etlingera rosea B.L.Burtt & R.M.Sm., (1986).
- Elettaria rubra (Blume) Miq., (1859) = Hornstedtia rubra (Blume) Valeton (1921)
- Elettaria rufescens Thwaites, (1864) = Alpinia rufescens (Thwaites) K.Schum.  (1904).
- Elettaria scottiana F.Muell., (1872) = Hornstedtia scottiana (F.Muell.) K.Schum. (1904)
- Elettaria solaris Blume, (1827) = Etlingera solaris (Blume) R.M.Sm., (1986).
- Elettaria speciosa Blume, (1827) = Etlingera elatior (Jack) R.M.Sm., (1986).
- Elettaria tomentosa (Blume) Miq., (1859) = Hornstedtia tomentosa (Blume) Bakh.f. (1963)
- Elettaria villosa (Lour.) Miq., (1859) = Amomum villosum Lour., (1790)
- Elettaria walang (Blume) Miq., (1859) = Etlingera walang (Blume) R.M.Sm., (1986).